# Howard Georgi
Howard Mason Georgi III (6 de gener de 1947, San Bernardino, Califòrnia) és un físic teòric, professor de Física a la Universitat Harvard. Es va graduar a la Universitat Harvard el 1967 i va obtenir el seu doctorat a la Universitat Yale el 1971.
Els seus primers treballs van ser sobre teories de Gran Unificació (model de Georgi-Glashow). El 1981, Georgi va proposar amb Savas Dimopoulos un model de gran unificació de les partícules i interaccions fonamentals basat en la simetria SU(5), amb supersimetria "suaument" trencada. Aquest treball és una de les obres fonamentals del Model Estàndard Supersimètric Mínim (MSSM, en les seves sigles en anglès). Des d'aleshores, ha treballat en diferents àrees de la física, incloent-hi models compostos de Higgs, teories efectives de quarks pesants, desconstrucció dimensional, Higgs "petits" i "impartículas" (unparticles, en anglès).
Georgi ha publicat diversos llibres, entre els quals Àlgebres de Lie en Física de Partícules, La física de les ones i Les interaccions febles i la teoria moderna de les partícules. Ha dirigit el treball de nombrosos investigadors que han esdevingut físics coneguts, incloent-hi Andrew G. Cohen, Adam Falk, Benjamin Grinstein, John Hagelin, Lawrence J. Hall, David B. Kaplan, Michael Lucas, Aneesh Manohar, Ann Nelson, Sally Dawson i Lisa Randall.
El 1995 va ser escollit membre de la National Academy of Sciences dels Estats-Units i va rebre el Premi Sakurai. L'any 2000 va compartir la Medalla Dirac amb Jogesh Pati i Helen Quinn. El 2006, Georgi va rebre el Premi Pomeranchuk de l'Institut Alikhanov de Física Teòrica i Experimental (ITEP) juntament amb Vadim A. Kuzmin.